# Bahnstrecke Lima–La Oroya
| Güterzug auf der Infiernillo-Brücke |                      |                                     |                                     |
| Streckenlänge: | 223 km               |                                     |                                     |
| Spurweite: | 1435 mm (Normalspur) |                                     |                                     |
| Maximale Neigung: | 45 ‰                 |                                     |                                     |
| Minimaler Radius: | 120 m                |                                     |                                     |
| Zweigleisigkeit: | nein                 |                                     |                                     |
| |                      |                                     |                                     |
| \| \| \| Hafen Callao \| 4 m \| \| \| 0 \| Callao \| 3 m \| \| \| 0,6 \| Baños \| Baños \| \| \| 0,9 \| Gallinares \| Gallinares \| \| \| 1,3 \| Guadalupe \| Guadalupe \| \| \| 12,7 \| Monserrate (Lima) \| 153 m \| \| \| 13,6 37,3 \| La Palma \| La Palma \| \| \| \| Bahnstrecke Lima–Ancón \| \| \| \| 14,0 \| Desamparados (Lima) \| 150 m \| \| \| 14,4 \| Viterbo \| Viterbo \| \| \| 16,3 \| Panteon \| Panteon \| \| \| 19,8 \| Quiroz \| Quiroz \| \| \| 20,8 \| Encalada \| Encalada \| \| \| 22,6 \| Puente Sucro \| Puente Sucro \| \| \| 23,9 \| Zavala \| Zavala \| \| \| 26,5 \| Vitarte \| Vitarte \| \| \| 29 \| Santa Clara \| 403 m \| \| \| \| Anschlussgleis \| \| \| \| 34,5 \| Pariache \| Pariache \| \| \| 38,3 \| Ñaña \| Ñaña \| \| \| 42,3 \| Morón Chaclacayo \| Morón Chaclacayo \| \| \| 44,2 \| Chaclacayo \| Chaclacayo \| \| \| 45,4 \| Santa Inés \| Santa Inés \| \| \| 46,6 \| Chacrasana \| Chacrasana \| \| \| 47,1 \| Los Angeles \| Los Angeles \| \| \| 49,2 \| Yanacoto \| Yanacoto \| \| \| 510 \| Cantuta \| Cantuta \| \| \| 52,6 \| Kilómetro 52,6 \| Kilómetro 52,6 \| \| \| 53,3 \| Paradero Chosica \| Paradero Chosica \| \| \| 54,0 \| Chosica \| 860 m \| \| \| 61,0 \| Santa Ana \| Santa Ana \| \| \| 64,5 \| Cupiche \| Cupiche \| \| \| 660 \| Purhuay-Tunnel \| Purhuay-Tunnel \| \| \| 67,0 \| Corcona \| Corcona \| \| \| 72,6 \| Cocachacra \| Cocachacra \| \| \| 740 \| Spitzkehre Tornamesa[Anm. 1] \| Spitzkehre Tornamesa[Anm. 1] \| \| \| 76 \| San Bartolomé \| 1513 m \| \| \| 78,3 \| Kilométro 78 \| Kilométro 78 \| \| \| 810 \| Esperanza-Tunnel \| Esperanza-Tunnel \| \| \| \| \| \| \| \| 840 \| Verrugas-Brücke (175,2 m)[1] \| Verrugas-Brücke (175,2 m)[1] \| \| \| \| \| \| \| \| 860 \| Tunnel No. 7 (180 m) \| Tunnel No. 7 (180 m) \| \| \| 91,0 \| Surco 2037 m \| Surco 2037 m \| \| \| 920 \| Quita Sombrero-Brücke (52,4 m) \| Quita Sombrero-Brücke (52,4 m) \| \| \| \| \| \| \| \| \| \| \| \| \| \| \| \| \| \| \| \| \| \| \| \| Balta-Kehrtunnel \| \| \| \| \| \| \| \| \| \| \| \| \| \| \| \| \| \| \| \| \| \| \| \| \| \| \| \| \| 102,9 \| Matucana \| 2390 m \| \| \| \| \| \| \| \| \| \| \| \| \| \| \| \| \| \| \| \| \| \| \| \| \| \| \| \| \| \| \| \| \| 110,1 \| Mina Viso \| Mina Viso \| \| \| 110,6 \| Lastre Viso \| Lastre Viso \| \| \| 111,6 \| Untere Spitzkehre Viso \| Untere Spitzkehre Viso \| \| \| 112,9 \| Obere Spitzkehre Viso \| Obere Spitzkehre Viso \| \| \| 114 \| Tunnel No. 18 (240 m) \| Tunnel No. 18 (240 m) \| \| \| 115,5 \| Ocatara \| Ocatara \| \| \| \| \| \| \| \| \| \| \| \| \| \| \| \| \| \| 1170 \| Chaupichaca-Brücke \| Chaupichaca-Brücke \| \| \| \| \| \| \| \| 1190 \| Ocatara-Brücke \| Ocatara-Brücke \| \| \| \| \| \| \| \| \| \| \| \| \| \| \| \| \| \| 120,2 \| Tamboraque \| 3008 m \| \| \| \| \| \| \| \| 122,8 \| Spitzkehre Aruri \| Spitzkehre Aruri \| \| \| \| \| \| \| \| \| \| \| \| \| \| \| \| \| \| 126,2 \| San Mateo \| San Mateo \| \| \| \| \| \| \| \| \| \| \| \| \| 1280 \| Tunnel No. 33 (289 m) \| Tunnel No. 33 (289 m) \| \| \| 1280 \| Tunnel No. 34 (298 m) \| Tunnel No. 34 (298 m) \| \| \| \| \| \| \| \| 1300 \| Infiernillo-Brücke (62,1 m) \| Infiernillo-Brücke (62,1 m) \| \| \| \| \| \| \| \| 130,7 \| Untere Spitzkehre Cacray \| Untere Spitzkehre Cacray \| \| \| 131,8 \| Obere Spitzkehre Cacray[Anm. 2] \| Obere Spitzkehre Cacray[Anm. 2] \| \| \| \| \| \| \| \| \| \| \| \| \| 1330 \| Anchi-Brücke (91,4 m) \| Anchi-Brücke (91,4 m) \| \| \| 1340 \| Tunnel No. 39 (276 m) \| Tunnel No. 39 (276 m) \| \| \| \| \| \| \| \| 134,4 \| Río Blanco \| 3506 m \| \| \| 1350 \| Tunnel No. 40 (186 m) \| Tunnel No. 40 (186 m) \| \| \| 1360 \| Copa-Brücke (84,8 m) \| Copa-Brücke (84,8 m) \| \| \| \| \| \| \| \| \| \| \| \| \| \| \| \| \| \| \| \| \| \| \| 140,9 \| Spitzkehre Chicla[Anm. 3] \| 3733 m \| \| \| \| \| \| \| \| \| \| \| \| \| \| \| \| \| \| 143,3 \| Spitzkehre Saltacuna \| Spitzkehre Saltacuna \| \| \| \| \| \| \| \| \| \| \| \| \| \| \| \| \| \| \| \| \| \| \| \| \| \| \| \| \| Werksbahn (600 mm) \| \| \| \| 153,4 \| Casapalca \| 4154 m \| \| \| 154,7 \| Backus \| Backus \| \| \| 155,2 \| Johnston \| Johnston \| \| \| \| Untere Spitzkehre Tingo \| \| \| \| 157,4 \| Obere Spitzkehre Tingo[Anm. 4] \| Obere Spitzkehre Tingo[Anm. 4] \| \| \| 160,7 \| Chinchán \| 4360 m \| \| \| 164,5 \| Meiggs \| Meiggs \| \| \| 1650 \| Tunnel No. 52 (235 m) \| Tunnel No. 52 (235 m) \| \| \| 1660 \| Van Brocklyn-Brücke (51,2 m) \| Van Brocklyn-Brücke (51,2 m) \| \| \| \| \| \| \| \| \| \| \| \| \| \| \| \| \| \| \| \| \| \| \| \| \| \| \| \| \| \| \| \| \| \| \| \| \| \| \| \| \| \| \| 171,1 0,0 \| Ticlio \| 4758 m \| \| \| \| \| \| \| \| \| Galera-Tunnel Tunnel No. 60 \| 1177 m \| \| \| 172,6 \| Galera \| 4781 m \| \| \| \| \| \| \| \| 2,1 \| La Cima 4761 m \| La Cima 4761 m \| \| \| \| Gleisanschluss \| bis 4830 m \| \| \| \| Passhöhe Ticlio \| 4818 m \| \| \| \| Viscas-Brücke (54,1 m) \| \| \| \| 2,9 \| Obere Spitzkehre Anticona \| Obere Spitzkehre Anticona \| \| \| 3,8 \| Untere Spitzkehre Anticona \| Untere Spitzkehre Anticona \| \| \| 7,5 \| Obere Spitzkehre Huacracocha \| Obere Spitzkehre Huacracocha \| \| \| 9,0 \| Untere Spitzkehre Huacracocha \| Untere Spitzkehre Huacracocha \| \| \| 11,7 \| Obere Spitzkehre Churruca \| Obere Spitzkehre Churruca \| \| \| 12,3 \| Untere Spitzkehre Churruca \| Untere Spitzkehre Churruca \| \| \| 179,5 \| Viscas \| Viscas \| \| \| \| Anschluss Bergwerk Chinalco \| \| \| \| 14,3 \| Morococha \| 4538 m \| \| \| 186,9 \| Obere Spitzkehre Rumichaca \| Obere Spitzkehre Rumichaca \| \| \| 187,6 \| Untere Spitzkehre Rumichaca \| Untere Spitzkehre Rumichaca \| \| \| 193,5 \| Yauli \| 4192 m \| \| \| 197,6 \| Mahr \| Mahr \| \| \| \| Mahr-Tunnel[Anm. 5] \| \| \| \| 198 \| Arapa \| 4025 m \| \| \| 24,3 \| Kilómetro 10 \| Kilómetro 10 \| \| \| 201,7 \| Pachachacha 2 \| Pachachacha 2 \| \| \| 203,6 \| Pachachacha 1 \| Pachachacha 1 \| \| \| \| \| \| \| \| 206,2 32,7 \| Cut-Off \| 3954 m \| \| \| 209,0 \| Empalme \| Empalme \| \| \| 210,6 \| Milpo \| Milpo \| \| \| 214,0 \| Saco \| Saco \| \| \| 206,2 \| Bahnstrecke La Oroya–Cerro de Pasco \| Bahnstrecke La Oroya–Cerro de Pasco \| \| \| 221,5 \| La Oroya \| 3726 m \| \| \| \| Bahnstrecke La Oroya–Huancavelica \| \| \| \| \| \| \| \| Quellen: [2] \| \| \| \| |                      |                                     |                                     |
| Betriebs-/Güterbahnhof Streckenanfang |                      | Hafen Callao                        | 4 m                                 |
| Bahnhof | 0                    | Callao                              | 3 m                                 |
| ehemaliger Haltepunkt / Haltestelle | 0,6                  | Baños                               | Baños                               |
| ehemaliger Haltepunkt / Haltestelle | 0,9                  | Gallinares                          | Gallinares                          |
| ehemaliger Haltepunkt / Haltestelle | 1,3                  | Guadalupe                           | Guadalupe                           |
| Dienststation / Betriebs- oder Güterbahnhof | 12,7                 | Monserrate (Lima)                   | 153 m                               |
| ehemaliger Bahnhof | 13,6 37,3            | La Palma                            | La Palma                            |
| Abzweig geradeaus und ehemals von links |                      | Bahnstrecke Lima–Ancón              | Bahnstrecke Lima–Ancón              |
| Bahnhof | 14,0                 | Desamparados (Lima)                 | 150 m                               |
| ehemaliger Haltepunkt / Haltestelle | 14,4                 | Viterbo                             | Viterbo                             |
| ehemaliger Haltepunkt / Haltestelle | 16,3                 | Panteon                             | Panteon                             |
| ehemaliger Haltepunkt / Haltestelle | 19,8                 | Quiroz                              | Quiroz                              |
| ehemaliger Haltepunkt / Haltestelle | 20,8                 | Encalada                            | Encalada                            |
| ehemaliger Haltepunkt / Haltestelle | 22,6                 | Puente Sucro                        | Puente Sucro                        |
| ehemaliger Haltepunkt / Haltestelle | 23,9                 | Zavala                              | Zavala                              |
| ehemaliger Haltepunkt / Haltestelle | 26,5                 | Vitarte                             | Vitarte                             |
| Bahnhof | 29                   | Santa Clara                         | 403 m                               |
| Abzweig geradeaus, nach links und von links |                      | Anschlussgleis                      | Anschlussgleis                      |
| ehemaliger Haltepunkt / Haltestelle | 34,5                 | Pariache                            | Pariache                            |
| ehemaliger Haltepunkt / Haltestelle | 38,3                 | Ñaña                                | Ñaña                                |
| Bahnhof | 42,3                 | Morón Chaclacayo                    | Morón Chaclacayo                    |
| ehemaliger Haltepunkt / Haltestelle | 44,2                 | Chaclacayo                          | Chaclacayo                          |
| ehemaliger Haltepunkt / Haltestelle | 45,4                 | Santa Inés                          | Santa Inés                          |
| ehemaliger Haltepunkt / Haltestelle | 46,6                 | Chacrasana                          | Chacrasana                          |
| ehemaliger Haltepunkt / Haltestelle | 47,1                 | Los Angeles                         | Los Angeles                         |
| ehemaliger Haltepunkt / Haltestelle | 49,2                 | Yanacoto                            | Yanacoto                            |
| ehemaliger Haltepunkt / Haltestelle | 510                  | Cantuta                             | Cantuta                             |
| ehemaliger Haltepunkt / Haltestelle | 52,6                 | Kilómetro 52,6                      | Kilómetro 52,6                      |
| ehemaliger Haltepunkt / Haltestelle | 53,3                 | Paradero Chosica                    | Paradero Chosica                    |
| Bahnhof | 54,0                 | Chosica                             | 860 m                               |
| ehemaliger Haltepunkt / Haltestelle | 61,0                 | Santa Ana                           | Santa Ana                           |
| ehemaliger Haltepunkt / Haltestelle | 64,5                 | Cupiche                             | Cupiche                             |
| Tunnel | 660                  | Purhuay-Tunnel                      | Purhuay-Tunnel                      |
| ehemaliger Haltepunkt / Haltestelle | 67,0                 | Corcona                             | Corcona                             |
| Bahnhof | 72,6                 | Cocachacra                          | Cocachacra                          |
| | 740                  | Spitzkehre Tornamesa                | Spitzkehre Tornamesa                |
| Bahnhof | 76                   | San Bartolomé                       | 1513 m                              |
| ehemaliger Haltepunkt / Haltestelle | 78,3                 | Kilométro 78                        | Kilométro 78                        |
| Tunnel | 810                  | Esperanza-Tunnel                    | Esperanza-Tunnel                    |
| Tunnel |                      |                                     |                                     |
| Brücke | 840                  | Verrugas-Brücke (175,2 m)           | Verrugas-Brücke (175,2 m)           |
| Tunnel |                      |                                     |                                     |
| Tunnel | 860                  | Tunnel No. 7 (180 m)                | Tunnel No. 7 (180 m)                |
| Bahnhof | 91,0                 | Surco 2037 m                        | Surco 2037 m                        |
| Brücke über Wasserlauf | 920                  | Quita Sombrero-Brücke (52,4 m)      | Quita Sombrero-Brücke (52,4 m)      |
| Tunnelanfang |                      |                                     |                                     |
| Strecke von links · Kreuzung mit oberirdischer Strecke (im Tunnel) · Strecke quer · Strecke von rechts |                      |                                     |                                     |
| Tunnel · Strecke (im Tunnel) · Strecke |                      |                                     |                                     |
| Strecke nach links · Kreuzung mit oberirdischer Strecke (im Tunnel) · Strecke von rechts · Strecke |                      |                                     |                                     |
| Strecke von links · Kreuzung mit oberirdischer Strecke (im Tunnel) · Strecke nach rechts · Strecke |                      | Balta-Kehrtunnel                    | Balta-Kehrtunnel                    |
| Strecke · Tunnelende · Strecke |                      |                                     |                                     |
| Strecke · Tunnel · Strecke |                      |                                     |                                     |
| Strecke · Strecke nach links · Strecke quer · Strecke nach rechts |                      |                                     |                                     |
| Strecke nach links · Strecke von rechts |                      |                                     |                                     |
| Tunnel |                      |                                     |                                     |
| Bahnhof | 102,9                | Matucana                            | 2390 m                              |
| Tunnel |                      |                                     |                                     |
| Tunnel |                      |                                     |                                     |
| Tunnel |                      |                                     |                                     |
| Tunnel |                      |                                     |                                     |
| Tunnel |                      |                                     |                                     |
| Tunnel |                      |                                     |                                     |
| ehemaliger Haltepunkt / Haltestelle | 110,1                | Mina Viso                           | Mina Viso                           |
| ehemaliger Haltepunkt / Haltestelle | 110,6                | Lastre Viso                         | Lastre Viso                         |
| | 111,6                | Untere Spitzkehre Viso              | Untere Spitzkehre Viso              |
| | 112,9                | Obere Spitzkehre Viso               | Obere Spitzkehre Viso               |
| Tunnel | 114                  | Tunnel No. 18 (240 m)               | Tunnel No. 18 (240 m)               |
| ehemaliger Haltepunkt / Haltestelle | 115,5                | Ocatara                             | Ocatara                             |
| Tunnel |                      |                                     |                                     |
| Tunnel |                      |                                     |                                     |
| Tunnel |                      |                                     |                                     |
| Brücke über Wasserlauf | 1170                 | Chaupichaca-Brücke                  | Chaupichaca-Brücke                  |
| Tunnel |                      |                                     |                                     |
| Brücke | 1190                 | Ocatara-Brücke                      | Ocatara-Brücke                      |
| Tunnel |                      |                                     |                                     |
| Tunnel |                      |                                     |                                     |
| Tunnel |                      |                                     |                                     |
| | 120,2                | Tamboraque                          | 3008 m                              |
| Tunnel |                      |                                     |                                     |
| | 122,8                | Spitzkehre Aruri                    | Spitzkehre Aruri                    |
| Tunnel |                      |                                     |                                     |
| Tunnel |                      |                                     |                                     |
| Tunnel |                      |                                     |                                     |
| Bahnhof | 126,2                | San Mateo                           | San Mateo                           |
| Tunnel |                      |                                     |                                     |
| Tunnel |                      |                                     |                                     |
| Tunnel | 1280                 | Tunnel No. 33 (289 m)               | Tunnel No. 33 (289 m)               |
| Tunnel | 1280                 | Tunnel No. 34 (298 m)               | Tunnel No. 34 (298 m)               |
| Tunnel |                      |                                     |                                     |
| Brücke | 1300                 | Infiernillo-Brücke (62,1 m)         | Infiernillo-Brücke (62,1 m)         |
| Tunnel |                      |                                     |                                     |
| | 130,7                | Untere Spitzkehre Cacray            | Untere Spitzkehre Cacray            |
| | 131,8                | Obere Spitzkehre Cacray             | Obere Spitzkehre Cacray             |
| Tunnel |                      |                                     |                                     |
| Tunnel |                      |                                     |                                     |
| Brücke über Wasserlauf | 1330                 | Anchi-Brücke (91,4 m)               | Anchi-Brücke (91,4 m)               |
| Tunnel | 1340                 | Tunnel No. 39 (276 m)               | Tunnel No. 39 (276 m)               |
| Brücke |                      |                                     |                                     |
| Bahnhof | 134,4                | Río Blanco                          | 3506 m                              |
| Tunnel | 1350                 | Tunnel No. 40 (186 m)               | Tunnel No. 40 (186 m)               |
| Brücke | 1360                 | Copa-Brücke (84,8 m)                | Copa-Brücke (84,8 m)                |
| Tunnel |                      |                                     |                                     |
| Tunnel |                      |                                     |                                     |
| Tunnel |                      |                                     |                                     |
| Tunnel |                      |                                     |                                     |
| | 140,9                | Spitzkehre Chicla                   | 3733 m                              |
| Tunnel |                      |                                     |                                     |
| Brücke |                      |                                     |                                     |
| Tunnel |                      |                                     |                                     |
| | 143,3                | Spitzkehre Saltacuna                | Spitzkehre Saltacuna                |
| Tunnel |                      |                                     |                                     |
| Tunnel |                      |                                     |                                     |
| Tunnel |                      |                                     |                                     |
| Tunnel |                      |                                     |                                     |
| Tunnel |                      |                                     |                                     |
| Strecke von rechts (außer Betrieb) · Strecke |                      | Werksbahn (600 mm)                  | Werksbahn (600 mm)                  |
| Kopfbahnhof Streckenende (Strecke außer Betrieb) · Bahnhof | 153,4                | Casapalca                           | 4154 m                              |
| ehemaliger Haltepunkt / Haltestelle | 154,7                | Backus                              | Backus                              |
| ehemaliger Haltepunkt / Haltestelle | 155,2                | Johnston                            | Johnston                            |
| |                      | Untere Spitzkehre Tingo             |                                     |
| | 157,4                | Obere Spitzkehre Tingo              | Obere Spitzkehre Tingo              |
| Bahnhof | 160,7                | Chinchán                            | 4360 m                              |
| ehemaliger Haltepunkt / Haltestelle | 164,5                | Meiggs                              | Meiggs                              |
| Tunnel | 1650                 | Tunnel No. 52 (235 m)               | Tunnel No. 52 (235 m)               |
| Brücke über Wasserlauf | 1660                 | Van Brocklyn-Brücke (51,2 m)        | Van Brocklyn-Brücke (51,2 m)        |
| Tunnel |                      |                                     |                                     |
| Tunnel |                      |                                     |                                     |
| Tunnel |                      |                                     |                                     |
| Tunnel |                      |                                     |                                     |
| Tunnel |                      |                                     |                                     |
| Tunnel |                      |                                     |                                     |
| Tunnel |                      |                                     |                                     |
| Tunnel |                      |                                     |                                     |
| Haltepunkt / Haltestelle | 171,1 0,0            | Ticlio                              | 4758 m                              |
| Abzweig geradeaus und ehemals von links · Strecke von rechts (außer Betrieb) |                      |                                     |                                     |
| Tunnel · Strecke (außer Betrieb) |                      | Galera-Tunnel Tunnel No. 60         | 1177 m                              |
| Bahnhof · Strecke (außer Betrieb) | 172,6                | Galera                              | 4781 m                              |
| Strecke · Tunnel (Strecke außer Betrieb) |                      |                                     |                                     |
| Strecke · Bahnhof (Strecke außer Betrieb) | 2,1                  | La Cima 4761 m                      | La Cima 4761 m                      |
| Strecke · Abzweig geradeaus und nach rechts (Strecke außer Betrieb) |                      | Gleisanschluss                      | bis 4830 m                          |
| Strecke · Grenze (Strecke außer Betrieb) |                      | Passhöhe Ticlio                     | 4818 m                              |
| Brücke über Wasserlauf · Strecke (außer Betrieb) |                      | Viscas-Brücke (54,1 m)              | Viscas-Brücke (54,1 m)              |
| Strecke | 2,9                  | Obere Spitzkehre Anticona           | Obere Spitzkehre Anticona           |
| Strecke | 3,8                  | Untere Spitzkehre Anticona          | Untere Spitzkehre Anticona          |
| Strecke | 7,5                  | Obere Spitzkehre Huacracocha        | Obere Spitzkehre Huacracocha        |
| Strecke | 9,0                  | Untere Spitzkehre Huacracocha       | Untere Spitzkehre Huacracocha       |
| Strecke | 11,7                 | Obere Spitzkehre Churruca           | Obere Spitzkehre Churruca           |
| Strecke | 12,3                 | Untere Spitzkehre Churruca          | Untere Spitzkehre Churruca          |
| ehemaliger Haltepunkt / Haltestelle · Strecke (außer Betrieb) | 179,5                | Viscas                              | Viscas                              |
| Abzweig geradeaus und nach links · Strecke (außer Betrieb) |                      | Anschluss Bergwerk Chinalco         | Anschluss Bergwerk Chinalco         |
| Strecke · Bahnhof (Strecke außer Betrieb) | 14,3                 | Morococha                           | 4538 m                              |
| Strecke (außer Betrieb) | 186,9                | Obere Spitzkehre Rumichaca          | Obere Spitzkehre Rumichaca          |
| Strecke (außer Betrieb) | 187,6                | Untere Spitzkehre Rumichaca         | Untere Spitzkehre Rumichaca         |
| Bahnhof · Strecke (außer Betrieb) | 193,5                | Yauli                               | 4192 m                              |
| ehemaliger Haltepunkt / Haltestelle · Strecke (außer Betrieb) | 197,6                | Mahr                                | Mahr                                |
| Tunnel · Strecke (außer Betrieb) |                      | Mahr-Tunnel                         | Mahr-Tunnel                         |
| Bahnhof · Strecke (außer Betrieb) | 198                  | Arapa                               | 4025 m                              |
| Strecke · Bahnhof (Strecke außer Betrieb) | 24,3                 | Kilómetro 10                        | Kilómetro 10                        |
| ehemaliger Haltepunkt / Haltestelle · Strecke (außer Betrieb) | 201,7                | Pachachacha 2                       | Pachachacha 2                       |
| ehemaliger Haltepunkt / Haltestelle · Strecke (außer Betrieb) | 203,6                | Pachachacha 1                       | Pachachacha 1                       |
| Abzweig geradeaus und ehemals von links · Strecke nach rechts (außer Betrieb) |                      |                                     |                                     |
| ehemaliger Bahnhof | 206,2 32,7           | Cut-Off                             | 3954 m                              |
| ehemaliger Haltepunkt / Haltestelle | 209,0                | Empalme                             | Empalme                             |
| ehemaliger Haltepunkt / Haltestelle | 210,6                | Milpo                               | Milpo                               |
| ehemaliger Haltepunkt / Haltestelle | 214,0                | Saco                                | Saco                                |
| Abzweig geradeaus, nach links und von links | 206,2                | Bahnstrecke La Oroya–Cerro de Pasco | Bahnstrecke La Oroya–Cerro de Pasco |
| Bahnhof | 221,5                | La Oroya                            | 3726 m                              |
| Strecke |                      | Bahnstrecke La Oroya–Huancavelica   | Bahnstrecke La Oroya–Huancavelica   |
| |                      |                                     |                                     |
| Quellen: |                      |                                     |                                     |

Die Bahnstrecke Lima–La Oroya ist eine normalspurige Bahnstrecke in Peru. Sie wird heute von der Ferrocarril Central Andino betrieben und verbindet Lima über die Westkordillere der Anden mit dem Hochland dahinter. Die Bahnstrecke gilt als „eine der schwierigsten Bahnstrecken der Welt“. Historisch wird sie auch als „Peruanische Zentralbahn“ bezeichnet.

## Geografische Lage

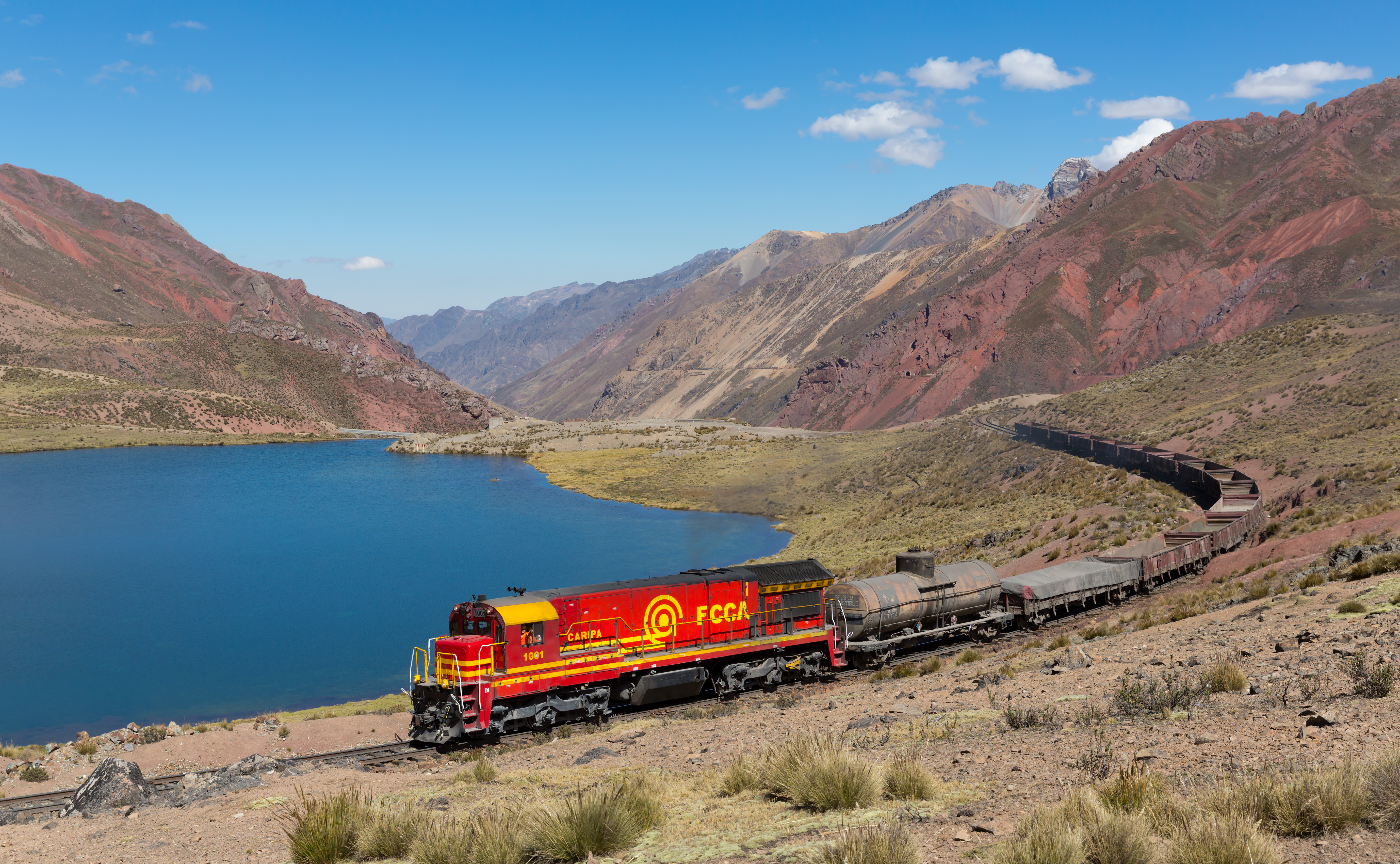
Kurz vor dem höchsten Punkt der Strecke am Paso Ticlio

Die Strecke verläuft entlang des Rímac und seiner Nebenflüsse. Sie überwindet die Westkordillere der Anden in einem technisch anspruchsvollen Verlauf. Der Scheitelpunkt liegt beim Bahnhof La Galera auf 4781 m über dem Meeresspiegel, dem bis 2005 weltweit höchstgelegenen Bahnhof, den eine normalspurige Eisenbahn erreichte. Der höchste Punkt der Strecke befindet sich mit 4787 m im darüber gelegenen Galera-Tunnel, dem Scheiteltunnel der Strecke.:14 Die in der Nähe des Scheitelpunkts abzweigende – heute aufgegebene – Zweigstrecke nach Morococha erreichte sogar eine Höhe von 4818 m. Für die 172 km lange Fahrt zwischen Lima und dem Bahnhof Galera benötigt ein Zug fast acht Stunden. Hier unterquert die Strecke mit dem Galera-Tunnel den Kamm der Westkordillere und steigt anschließend zu der Hochfläche ab, die die westliche von der zentralen Gebirgskette der Anden trennt. Dem Flusslauf des Yauli folgend erreicht sie die Stadt La Oroya.

## Geschichte
„Das Küstengebiet mit seinen Häfen soll mit den reichen Hochländern jenseit des Gebirges durch vier Schienenwege verbunden werden, die an Kühnheit und Großartigkeit nicht ihres Gleichen haben, außer, wenn wir die Verschiedenheit der zu Gebote stehenden Mittel in Betracht ziehen, vielleicht die berühmten alten Inkastraßen, durch welche in früherer Zeit schon die gleichen Zwecke und zum Theil auf derselben Linie erstrebt wurden.“

### Vorbereitung
1851 eröffnete die Bahnstrecke Callao–Lima. Die beiden Orte lagen etwa 12 km auseinander und Callao gehört heute – obwohl eine eigene Verwaltungseinheit – zum städtischen Ballungsraum von Lima. Erste Vorschläge, die Verbindung bis in das Gebiet jenseits der westlichen Anden-Kette zu verlängern, stammten von dem nach Peru ausgewanderten Ingenieur Ernest Malinowski. Nach zwei Kommissionen, die das Vorhaben prüften, genehmigte der Kongress per Gesetz das Eisenbahnprojekt und garantierte eine Verzinsung von 6 % auf das investierte Kapital. Gleichzeitig wurde eine weitere Kommission eingesetzt, die eine Studie über die möglichen Trassenvarianten erstellte.
Nach ersten Arbeiten erhielt 1868 der US-amerikanisch / chilenische Bauunternehmer Henry Meiggs den Auftrag als Generalunternehmer. Das Baubudget belief sich auf 27 Millionen Pesos und Meiggs verpflichtete sich, das Bauwerk innerhalb von sechs Jahren fertigzustellen. Die Arbeiten begannen am 1. Januar 1870 mit einer feierlichen Grundsteinlegung am heutigen Bahnhof Monserrate in Lima, damals der Endbahnhof der von Callao kommenden Strecke, und standen unter der Leitung von Ernest Malinowski.

### Finanzierung
Die Baukosten betrugen 22 Mio. US-Dollar. Finanziert werden sollte das über Anleihen von denen die peruanische Regierung 1869, 1870 und 1872 je eine in London auf den Markt brachte. Als Sicherheiten sollten die Einnahmen aus den Guano- und Nitrat-Vorkommen und später die Gewinne der Bahn dienen.:7

### Bau

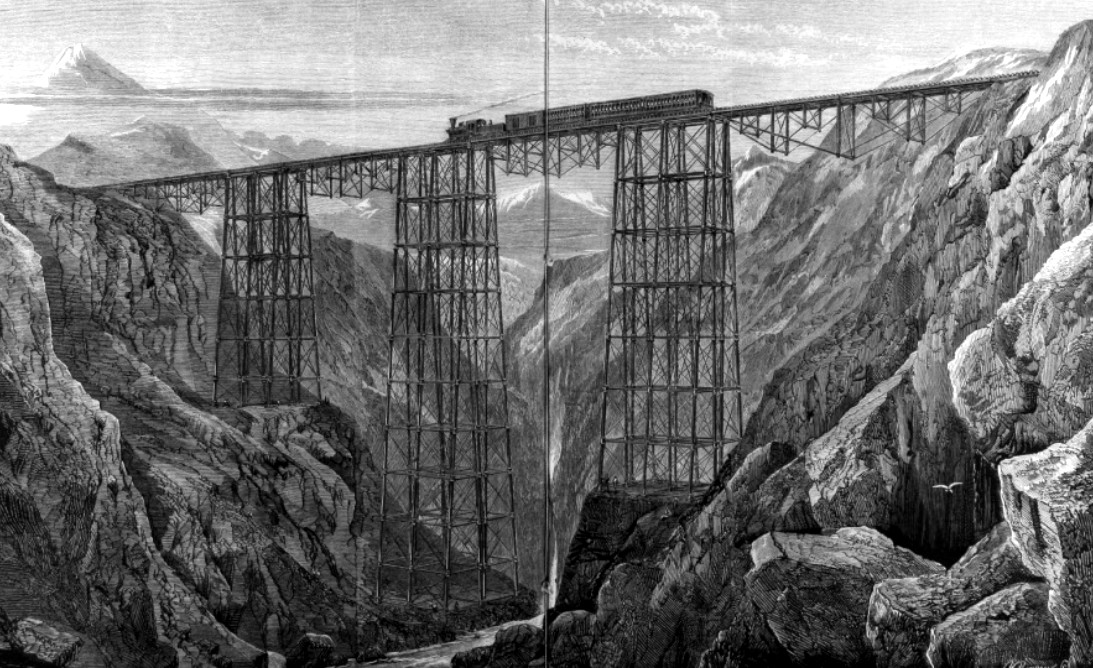
Ursprüngliche Verrugas-Brücke

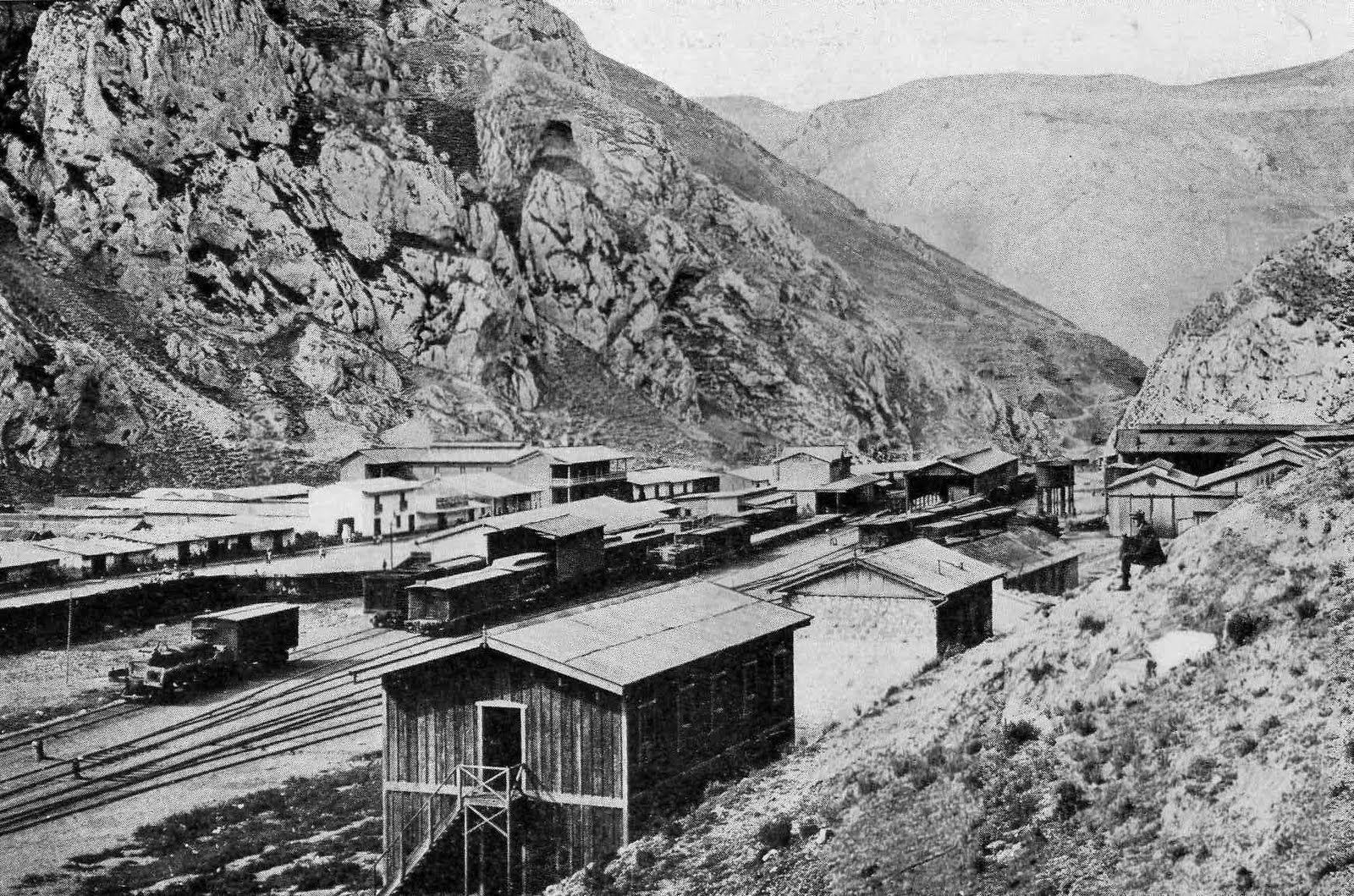
Alter Bahnhof von La Oroya, 1921

Spitzkehren Viso, Charles Lummis, ca. 1890

Für den Bau wurde die Strecke in sechs Bauabschnitte eingeteilt, fünf davon lagen am Westhang der Anden, ein weiterer östlich des Scheiteltunnels. Zwischen Lima und Callao entstand eine eigene Strecke, unabhängig von der bestehenden Bahnstrecke Callao–Lima. Zunächst konnten Teilstrecken eröffnet werden:
- am 9. Februar 1871 bis Cocachacra
- im September 1871 bis San Bartolomé und
- im Mai 1878 bis Chicla, 141 km vom Bahnhof Lima-Callao entfernt.[4]:5

Als der Bau der Strecke in Lagen über 1000 m angekommen war, trat bei den Arbeitern das als Oroya-Fieber auf. Die Arbeiter litten zuerst an hohem Fieber, bevor viele an schweren Anämien (Blutarmut) und aufgrund von Sekundärinfektionen wie Miliartuberkulose, Shigellosen und Salmonellosen verstarben. Ursache und Übertragungsweg der Infektion, an der tausend der Bauarbeitern starben:6, war damals noch nicht bekannt. So schritt der Bau nicht so schnell voran, wie zugesagt. 1878 wurden alle Rechte und Pflichten des 1877 verstorbenen Meiggs auf eine dafür gegründete Compañia del Ferrocarril de la Oroya y Mineral de Pasco übertragen.
Mitte der 1870er Jahre waren die Guano-Vorkommen, aus denen bis dahin die Zinsen der Anleihen für den Bahnbau bestritten worden waren, erschöpft. Daraufhin stellte die peruanische Regierung 1875 die Zinszahlung für die Anleihe von 1869 ein und ein Jahr später für die beiden Folgeanleihen von 1870 und 1872.:7 1879 brach der Salpeterkrieg (1879–1884) aus, der zu einem Baustopp:6 und für Peru zu einem Gebietsverlust an Chile führte, womit auch die Nitratvorkommen nun jenseits der Grenze lagen. Über nahezu 20 Jahre zogen sich die Verhandlungen zwischen den Gläubigern und der Regierung hin. 1890 trat die Regierung alle Staatseisenbahnen – darunter auch die noch im Bau befindliche Strecke Lima–La Oroya – an die Anleihegläubiger für 66 Jahre ab und gewährte diesen weitere Zahlungen und Leistungen. Die Strecke war damals weiterhin nur bis Chicla befahrbar, aber baulich in Teilen schon sehr viel weiter vorangetrieben. Die Anleihegläubiger schufen die Peruvian Corporation als Eisenbahnunternehmen, das den Bau 1890 mit der Verpflichtung fortsetzte La Oraya innerhalb von drei Jahren an die Bahn anzuschließen:8 und auch erstmals die Bezeichnung Ferrocarril Central del Peru (abgekürzt: FCC, deutsch: Peruanische Zentralbahn) einführte. Vor 1890 firmierte die Bahn unter der Bezeichnung Callao, Lima & La Oroya.:5 Mit der Übernahme durch die Peruvian Corporation konnten weitere Abschnitte eröffnet werden:
- am 12. Juli 1892 bis Casapalca und
- am 10. Januar 1893 bis La Oroya.

Angestrebt war eine Verlängerung bis Cusco (dort hätte die Strecke an die Bahnstrecke Cusco–Puno angeschlossen) und eine Strecke von La Oroya über Tarma und La Merced zu einem Hafen am Río Perené, also in Richtung des Amazonasbeckens. Vorarbeiten hierfür waren vor dem Ersten Weltkrieg im Gang. Von den Projekten wurde aber nur eine Verlängerung der Strecke bis Huancayo umgesetzt.
Aufgrund des Hochgebirgsklimas, in dem der überwiegende Teil der Strecke verläuft, und des Mangels an geeignetem Bauholz wurde weitgehend darauf verzichtet, Holz als Baumaterial zu verwenden. Nur wenige der wichtigsten Empfangsgebäude wurden in Holz ausgeführt, alle übrigen Gebäude aus gewelltem Eisenblech, die Brücken aus Stahl, die Telegraphenstangen in Eisen.

### Betrieb

#### Betreiber

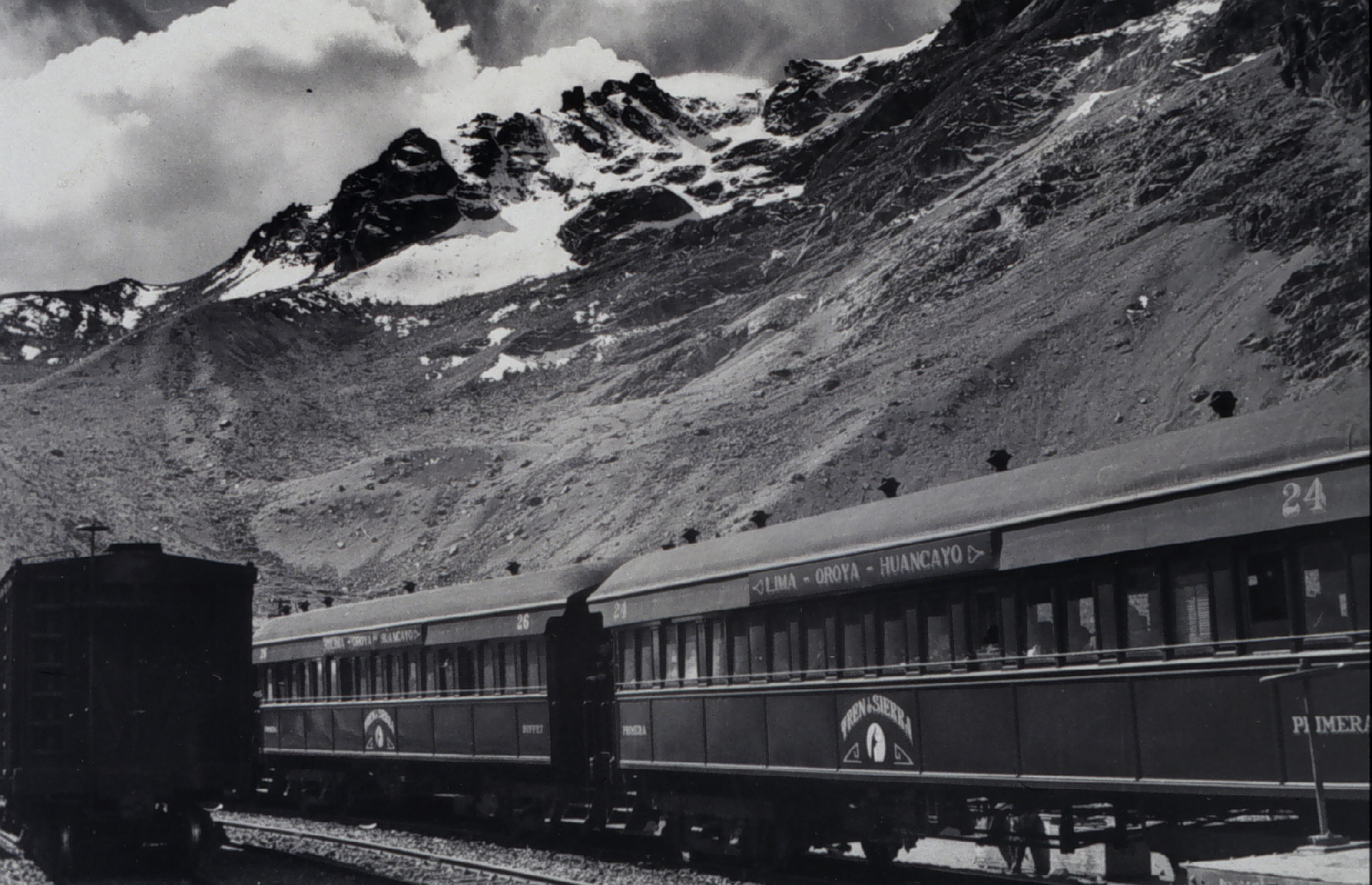
Zug 1944

1899 wurde zwischen dem Staat und der Peruvian Corporation vereinbart, dass die Gesellschaft die Betriebsrechte für weitere 17 Jahre erhielt. Tatsächlich hatte die Gesellschaft sie dann aber bis zum 1. Januar 1973 inne, als die Verstaatlichung vollzogen wurde. 1934 kaufte die Zentralbahn die Bahnstrecke Callao–Lima und legte sie still.:2
Als Staatsbahn wurde am 1. Dezember 1972 die Empresa Nacional de Ferrocarriles (ENAFER) gegründet, die zum 1. Januar 1973 auch die Strecke Lima–La Oroya übernahm. Hyperinflation und die Wirtschaftskrise der ersten Regierung Alan García führten die Bahn in die Insolvenz. ENAFER stellte den Betrieb auf der Zentralbahn Mitte Juli 1999 ein.
Am 20. September 1999 ging die Zentralbahn in die Hände neuer Eigentümer über, die das Unternehmen Ferrovías Central Andina S. A. (FCCA) nannten. Die FCCA erhielt eine Konzession für 30 Jahre. FCCA sanierte 2010 die Strecke. Dabei wurden neue, stärkere Schienen mit einem Gewicht von 115 Pfund pro Yard verlegt, was annähernd den Schienen-Typen UIC 54 oder UIC 60 entspricht, und in Callao ein neues Bahnbetriebswerk errichtet. Auch in den Fahrzeugpark wurde investiert.

#### Zwischenfälle

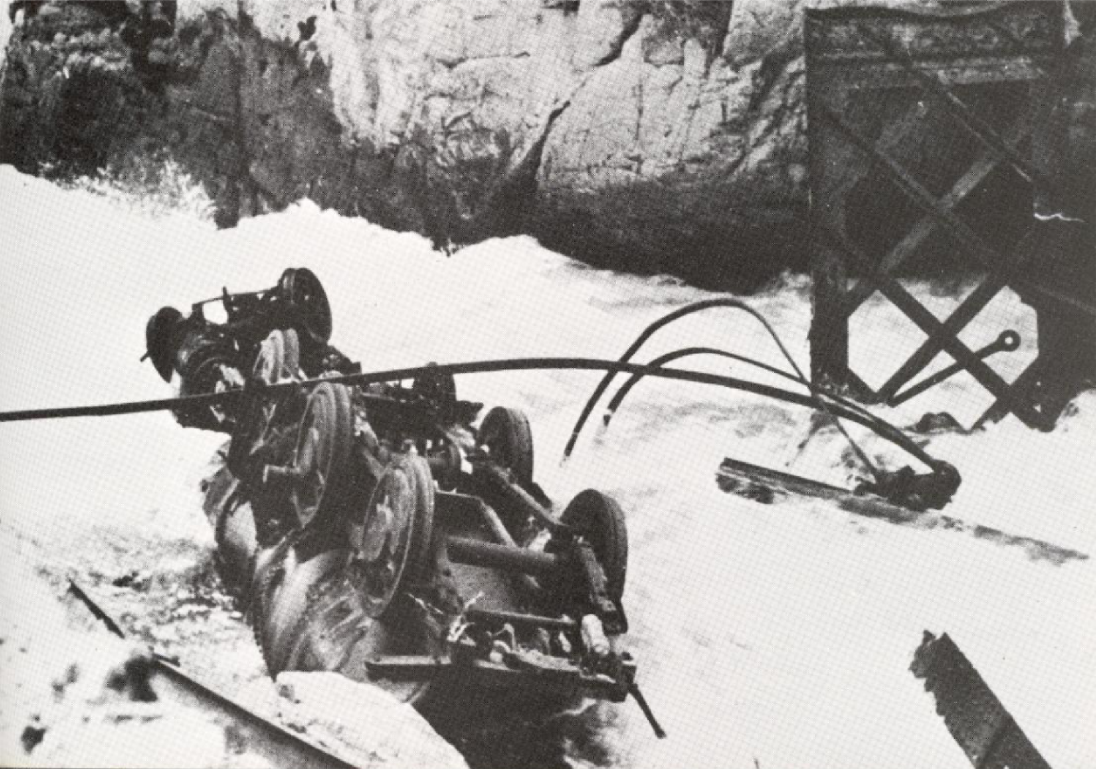
Beim Eisenbahnunfall von 1909 zerstörte Lokomotive

Am 8. Februar 1909 entlief im starken Gefälle oberhalb der Chaupichaca-Brücke eine Lokomotive und kollidierte mit einem Kran, der für Reparaturen auf der Brücke stand. Durch die Wucht des Aufpralls stürzte die Brücke ein und riss etwa 200 Arbeiter mit in die Tiefe.:20 Dabei kamen 14 Menschen ums Leben und der Betrieb wurde sechs Wochen lang beeinträchtigt.

#### Sicherheit
Die Sicherung von Zugfahrten erfolgte auf dem größten Teil der Strecke durch telegrafische Absprachen zwischen den Bahnhöfen. Lediglich im Abschnitt zwischen Lima und Callao bestand eine Zugsicherung durch Streckenblock.:20
Zeitweise war es Vorschrift, dass bei der Talfahrt (beladener) Güterzüge die Lokomotive immer an der Talseite des Zuges zu laufen hatte. Das machte aufwändige Rangierfahrten in den Spitzkehren erforderlich. In Zeiten des Betriebs mit Dampflokomotiven fand im Bahnhof Casapalca ein Lokomotivwechsel zwischen den in La Oroya und den in Chosica beheimateten Lokomotiven statt. Das Manöver wurde dort in einem 40 ‰-Gefälle durchgeführt.:15

## Infrastruktur

### Hauptstrecke

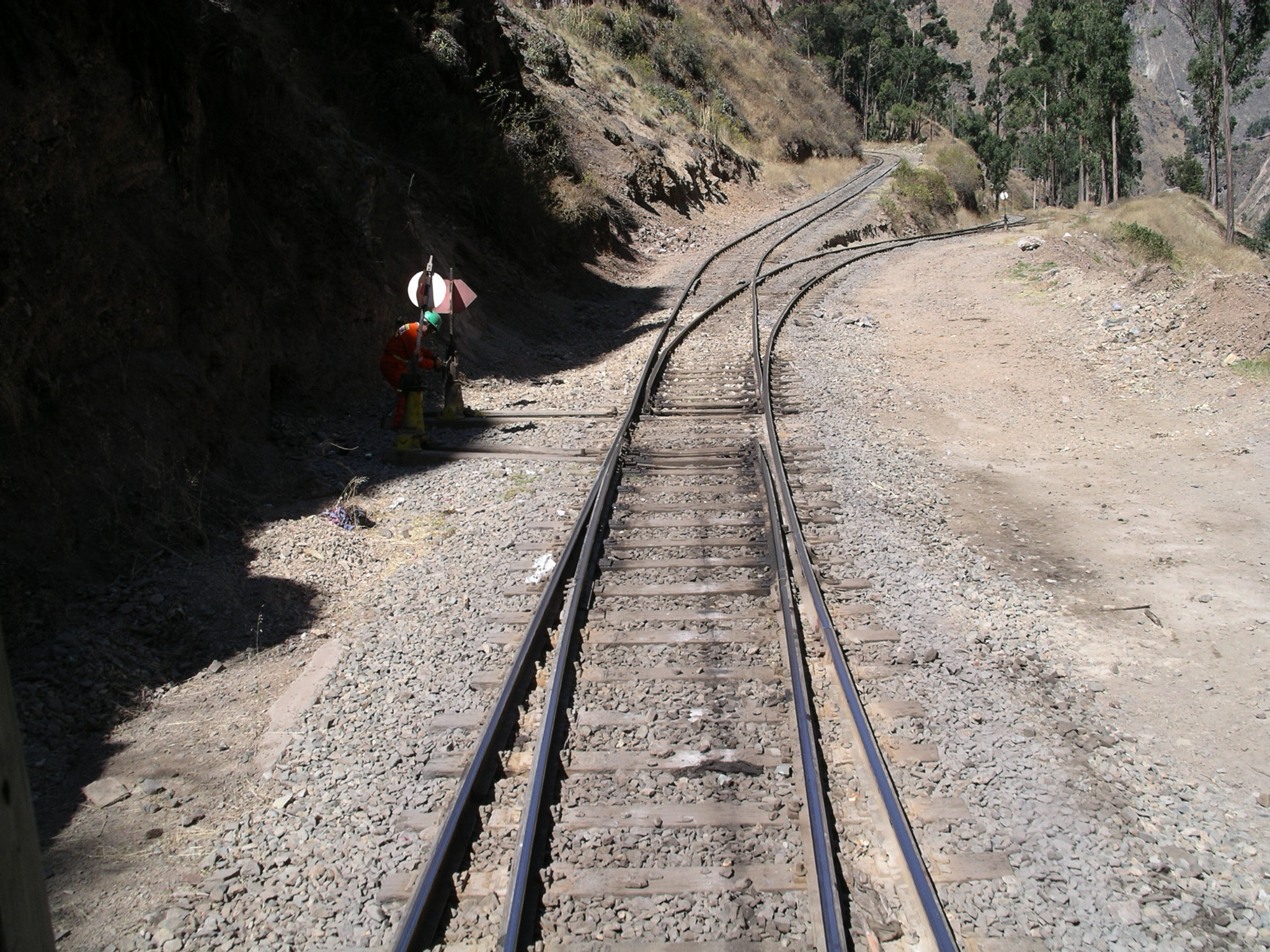
Spitzkehre Rumichaca

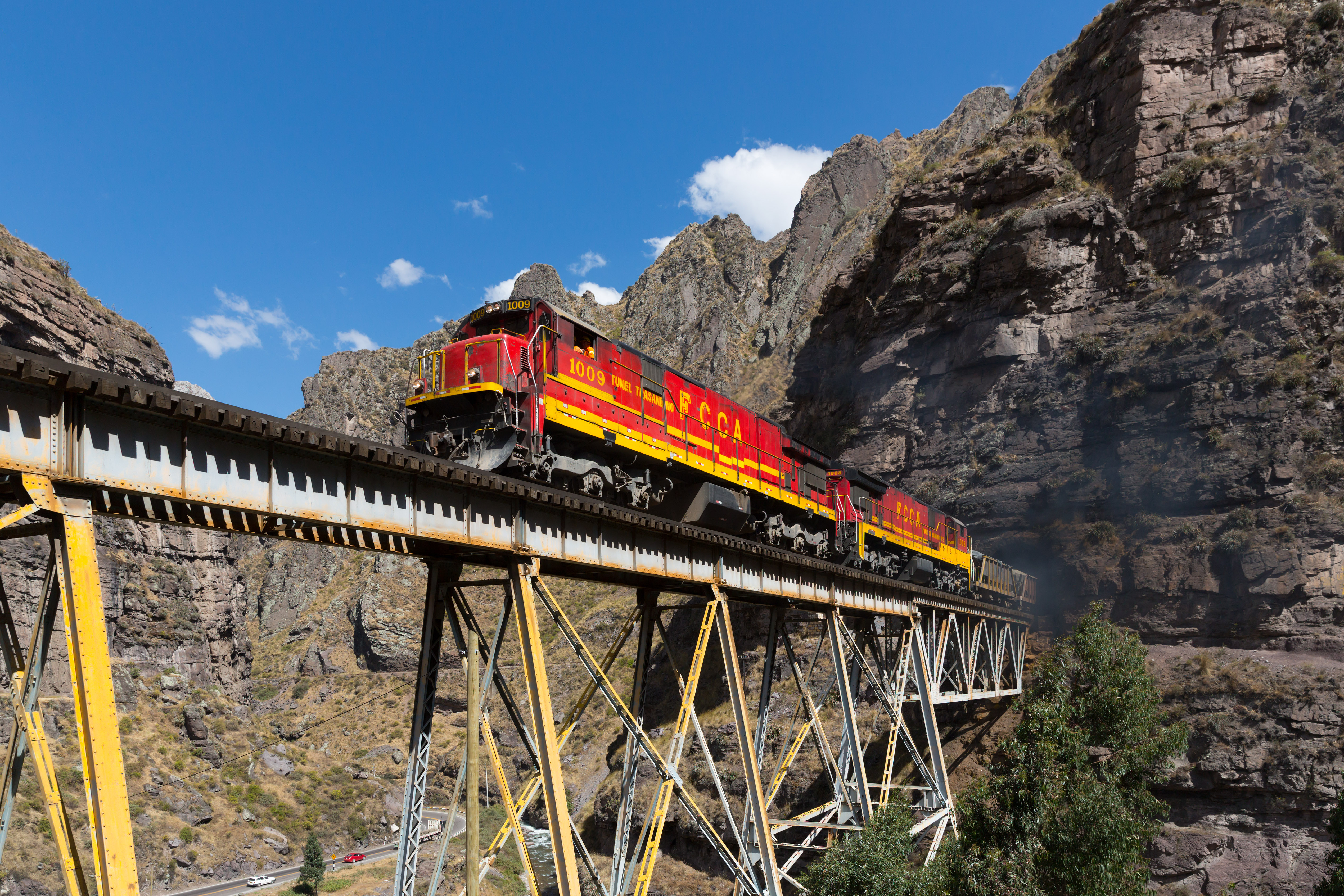
Brücke zwischen Rio Blanco und San Mateo

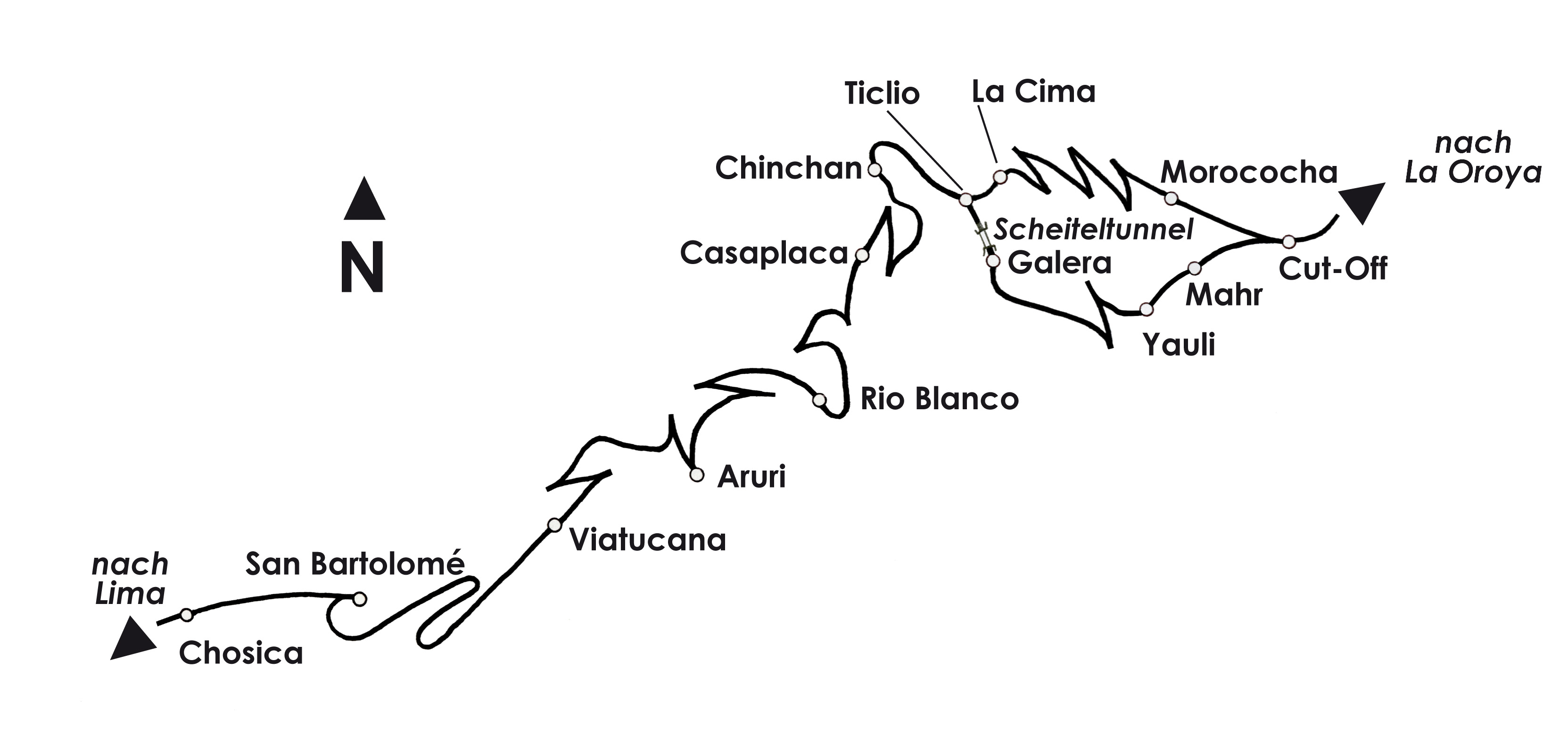
Streckenführung über die Westkordillere

Die Strecke ist 222 km lang und in Normalspur ausgeführt. Aufgrund des steilen Anstiegs am Westhang der Anden weist die Strecke zahlreiche Kunstbauten auf. Dazu zählen zwischen Lima und Huancayo 61 Brücken, 13 Spitzkehren, 68 Tunnel und ein Kehrtunnel. Zu den herausragenden Bauwerken gehören die 175 m lange und 80 m hohe Verrugas-Brücke, der 1177 m lange Galera-Tunnel, der Scheiteltunnel der Strecke, und der Balta-Kehrtunnel oberhalb des Bahnhofs Surco. Die maximale Steigung der Strecke beträgt 45 ‰, die durchschnittliche 25 ‰. Auf einer Strecke von 160 km überwindet sie 4621 Höhenmeter. Gleichwohl kommt die Anlage ohne Zahnstangenabschnitte aus. Ein typisches Element der Infrastruktur waren die zahlreichen Schutzweichen in den Gefällestrecken, die durch ein Gewicht in abweichender Grundstellung gehalten wurden. Ein sich nähernder Zug musste so immer sehr langsam heranfahren und ein Bremser vom Zug abspringen, vorauslaufen und die Weiche in gerader Stellung halten, während der Zug sie passierte.:20
Hauptschwierigkeit beim Unterhalt der Eisenbahninfrastruktur bilden Erdrutsche und Steinschlag in den steilen Hängen, in denen die Bahn im Westhang der Anden verläuft. Es kam immer wieder zu monatelangen Unterbrechungen des Betriebs, auch weil die Strecke durch Hochwasser führende Gebirgsbäche beschädigt wurde.:13 So musste, nachdem das Hochwasser eines Gebirgsbachs 1925 mehrere Kilometer Strecke oberhalb von Cupiche weggerissen hatte, dort eine neue, höher gelegte Trasse gebaut werden.:14

### Zweigstrecke Lima–Ancón
Die Bahnstrecke Lima–Ancón entstand als Teil der alten Nord-West-Eisenbahn Lima–Ancón–Chancay (siehe dort).

### Zweigstrecke Ticlio–Cut-Off
Diese Strecke umfuhr den Scheiteltunnel der Hauptstrecke, benötigte für den Abstieg nach La Oroya aber drei Spitzkehren. Sie entstand in zwei Teilstücken:
- Zunächst wurde 1899 eine eigenständige Konzession für eine Bahnstrecke vom an der Hauptstrecke gelegenen Bahnhof Ticlio nach Morococha erteilt. Die Bahn wurde 1902 dem Verkehr übergeben. Sie erschloss Bergwerke bei Morococha.[4]:11 Die Strecke überwand den Gebirgsscheitel – ohne Scheiteltunnel – auf einer Höhe von 4818, der höchste Punkt, den eine normalspurige Eisenbahn zwischen 1902 und 2006 erreichte. Die Strecke wies sechs Spitzkehren auf.
- In einem zweiten Schritt errichtete die Cerro de Pasco Corporation, die die Bergwerke bei Morococha 1915 erworben hatte, 1920/1921 eine Strecke, die ihre Verarbeitungsanlagen in La Oroya und die Bergwerke in Morococha von einem Punkt, der als Cut-Off bekannt ist, bei km 206 an der Hauptstrecke, verband und in Morococha an die von Ticlio kommende Strecke anschloss. Diese Zweigstrecke verkürzte den Transport des Erzes von Morococha zur Schmelzhütte in La Oroya um mehrere Kilometer, ersparte die Fahrt durch acht Spitzkehren und senkte so die Transportkosten. Den Betrieb der Strecke übertrug die Cerro de Pasco Corporation der Zentralbahn.

### Werksbahn Casapalca
In Casapalca schloss seit 1909 eine Werksbahn der El Carmen-Bergwerksgesellschaft an. Sie war 4 km lang, in 600 mm-Spurweite ausgeführt und nutzte keine Lokomotiven, sondern Zugtiere zum Betrieb. Die Strecke wies Steigungen bis zu 65 ‰ auf. Der Betrieb auf dieser Werksbahn wurde vor 1925 eingestellt.:15, 18

## Verkehr

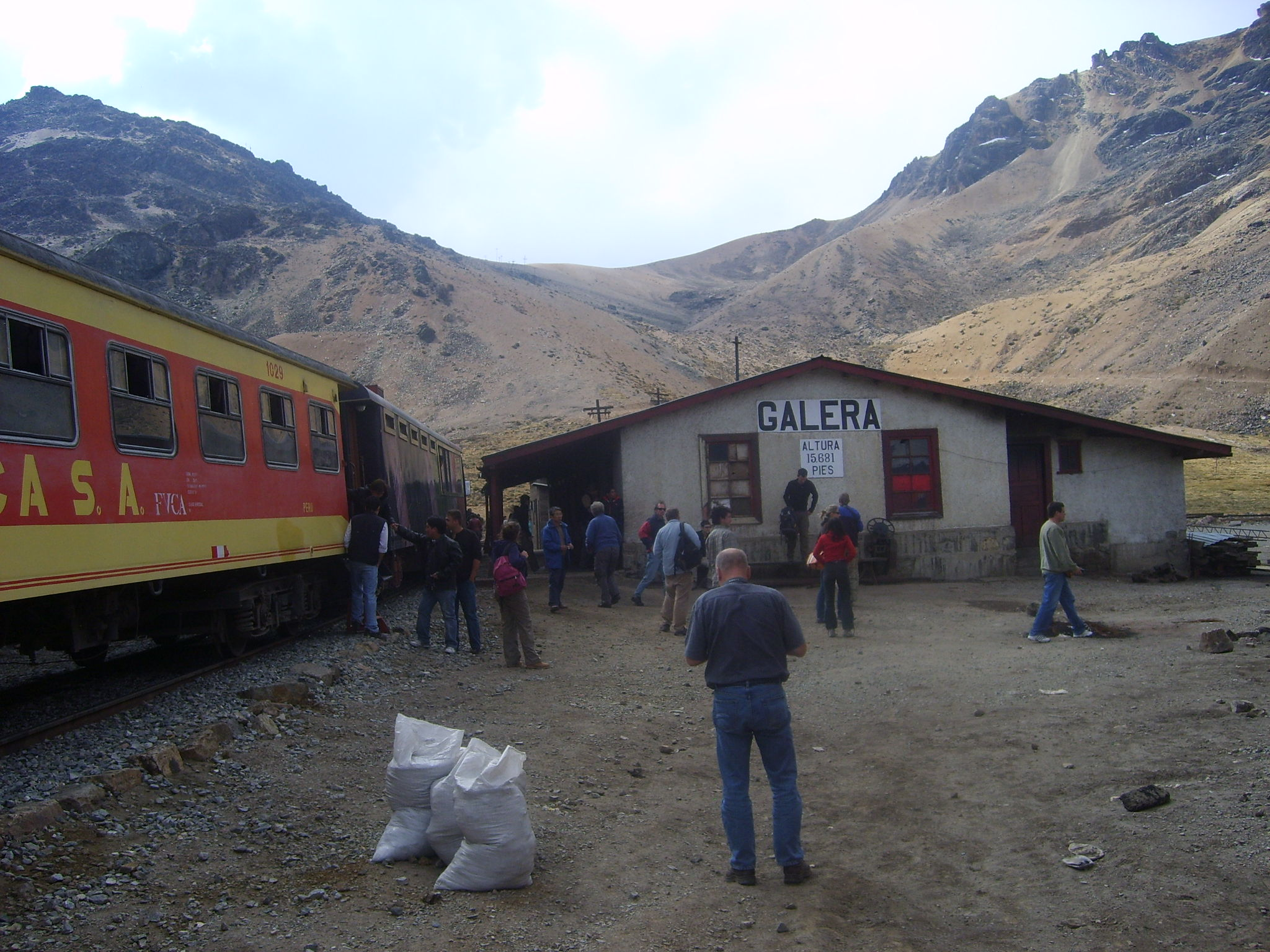
Personenzug im Bahnhof Galera, 2008

Rückgrat des Verkehrs auf der Strecke sind die Güterzüge, die Erze aus den vielen Bergwerken der Region abtransportieren. Zeitweilig bestand das Verkehrsaufkommen der Strecke zu 70 % aus Bergbauprodukten der Cerro Corporation, die in La Oroya einen großen Hochofen und im Umfeld eine Reihe von Bergwerken betrieb.:18
In der Zeit vor dem Aufkommen des motorisierten Straßenverkehrs, als die Bahn faktisch ein Transportmonopol hatte, waren die Personen- und Gütertarife wegen der hohen Kosten für den Streckenunterhalt in dem schwierigen Gelände und der durch die Steigungen und Spitzkehren begrenzten Kapazität der Anlage sehr hoch.
Seit 2003 verkehrt zwischen April und November ein Touristenzug zwischen Lima und La Oroya und weiter nach Huancayo in zweiwöchigem Abstand.

## Fahrzeuge
Eine Aufstellung der eingesetzten Lokomotiven, Triebwagen und anderer angetriebener Fahrzeuge vor 1995 findet sich bei Binns. Im Vorortverkehr zwischen Lima und Callao wurden ab 1908 Lokomotiven der Klasse 80 eingesetzt. 1930 schaffte man einige Garratt-Lokomotiven der Klasse 122 an, die sich aber nicht bewährten.
Ab 1935 wurden speziell für diese Strecke entwickelte leistungsstarke Dampflokomotiven der Anden-Klasse eingesetzt. 1941 war die Gesellschaft im Besitz von 47 Dampflokomotiven, 13 Triebwagen, 71 Personenwagen und 978 Güterwagen. 1976 waren nur noch sieben Dampflokomotiven im Einsatz, dafür aber mittlerweile 33 Diesellokomotiven.
Darüber hinaus gab es weitere interessante Fahrzeuge:
- Antriebslose Draisinen, die vom Scheitelpunkt der Strecke aus im Gefälle eingesetzt wurden und ausschließlich mit Schwerkraft betrieben wurden. Das Gefälle des westlichen Streckenastes reichte aus, um damit bis Lima zu fahren. Die Fahrzeuge wurden sowohl für Inspektionsfahrten eingesetzt als auch für Pilot-Fahrten vor Zügen, wenn befürchtet wurde, dass Geröll auf die Strecke abgegangen sein könnte.[16] Das Verfahren wurde 1978 noch angewendet.[17]
- Henry Meiggs beschaffte für sich einen Dampftriebwagen, ein aus einer Dampflokomotive und einem Salon kombiniertes Fahrzeug. Es verkehrte unter dem Namen Favorita und der Betriebsnummer 24, wurde später als Bahndienstfahrzeug eingesetzt und konnte auch privat gemietet werden.[18]

## Projekte
Auf dem Abschnitt Lima–Chosica soll wieder öffentlicher Personenverkehr angeboten werden. Für den geplanten Vorortverkehr zwischen Lima und Chosica wurden im November 2024 von Caltrain in den USA insgesamt 19 Diesellokomotiven vom Typ EMD F40PH sowie 90 Doppelstockwagen übernommen.
Geplant ist der Bau eines 21 km langen, tiefer gelegten Scheiteltunnels, der die Fahrzeit zwischen Lima und La Oroya um sieben Stunden verkürzen soll.